# Prince of Wales Trophy
Prince of Wales Trophy lub Wales Trophy – nagroda przyznawana każdego sezonu w NHL zespołowi, który w fazie play-off okazał się najlepszy w rozgrywce pucharowej w Konferencji Wschodniej, po czym awansuje do finału o Puchar Stanleya, gdzie jego rywalem jest mistrz Konferencji Zachodniej. Nagroda została nazwana od Księcia Edwarda (Księcia Walii), który następnie przybrał imię Edward VIII Windsor. Po raz pierwszy przyznana została w roku 1924, co czyni ją drugim najdłużej przyznawanym trofeum drużynowym w NHL, zaraz po Pucharze Stanleya.
Wcześniej trofeum Prince of Wales Trophy przyznawane było zespołowi, który: zwyciężył play-off NHL (lata 1923 – 1926), okazał się najlepszy w dywizji Amerykańskiej (1926 – 1938), był najlepszym zespołem w sezonie zasadniczym (1939 – 1967), był najlepszy w dywizji wschodniej po sezonie zasadniczym (1968 – 1974), był najlepszy w konferencji Wales po sezonie zasadniczym (1975 – 1981), był najlepszy w konferencji Wales w play-off (1982 – 1993).

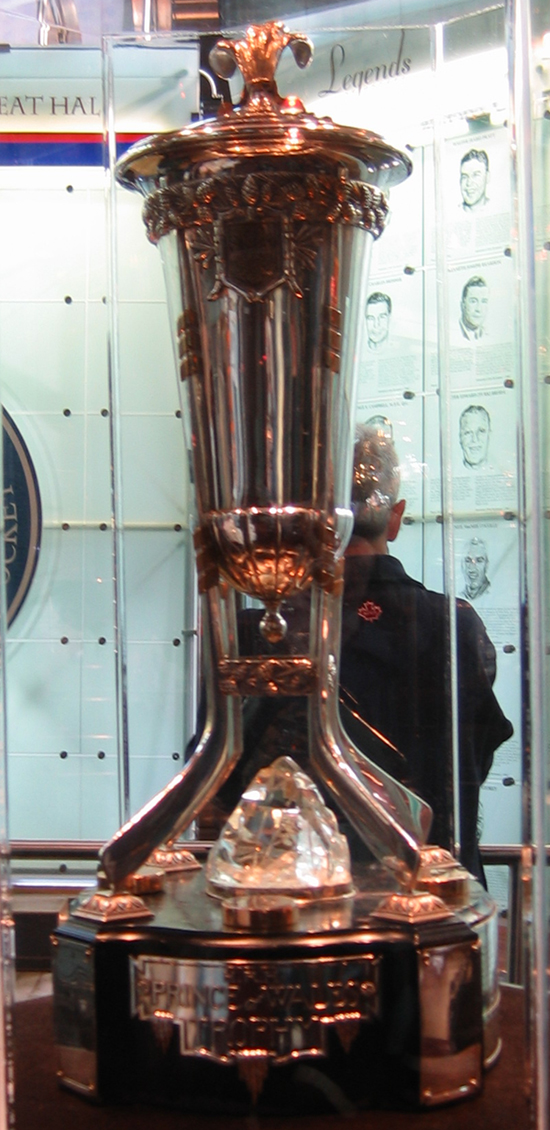
Prince of Wales Trophy

## Lista zdobywców

### Zwycięzca play-off NHL
- 1923–1924 - Montreal Canadiens
- 1924–1925 - Montreal Canadiens
- 1925–1926 - Montreal Maroons

### Mistrzostwo dywizji Amerykańskiej
- 1926–1927 - Ottawa Senators
- 1927–1928 - Boston Bruins
- 1928–1929 - Boston Bruins
- 1929–1930 - Boston Bruins
- 1930–1931 - Boston Bruins
- 1931–1932 - New York Rangers
- 1932–1933 - Boston Bruins
- 1933–1934 - Detroit Red Wings
- 1934–1935 - Boston Bruins
- 1935–1936 - Detroit Red Wings
- 1936–1937 - Detroit Red Wings
- 1937–1938 - Boston Bruins

### Mistrzostwo sezonu zasadniczego
- 1938–1939 - Boston Bruins
- 1939–1940 - Boston Bruins
- 1940–1941 - Boston Bruins
- 1941–1942 - New York Rangers
- 1942–1943 - Detroit Red Wings
- 1943–1944 - Montreal Canadiens
- 1944–1945 - Montreal Canadiens
- 1945–1946 - Montreal Canadiens
- 1946–1947 - Montreal Canadiens
- 1947–1948 - Toronto Maple Leafs
- 1948–1949 - Detroit Red Wings
- 1949–1950 - Detroit Red Wings
- 1950–1951 - Detroit Red Wings
- 1951–1952 - Detroit Red Wings
- 1952–1953 - Detroit Red Wings
- 1953–1954 - Detroit Red Wings
- 1954–1955 - Detroit Red Wings
- 1955–1956 - Montreal Canadiens
- 1956–1957 - Detroit Red Wings
- 1957–1958 - Montreal Canadiens
- 1958–1959 - Montreal Canadiens
- 1959–1960 - Montreal Canadiens
- 1960–1961 - Montreal Canadiens
- 1961–1962 - Montreal Canadiens
- 1962–1963 - Toronto Maple Leafs
- 1963–1964 - Montreal Canadiens
- 1964–1965 - Detroit Red Wings
- 1965–1966 - Montreal Canadiens
- 1966–1967 - Chicago Black Hawks

### Mistrzostwo dywizji wschodniej po sezonie zasadniczym
- 1967–1968 - Montreal Canadiens
- 1968–1969 - Montreal Canadiens
- 1969–1970 - Chicago Black Hawks
- 1970–1971 - Boston Bruins
- 1971–1972 - Boston Bruins
- 1972–1973 - Montreal Canadiens
- 1973–1974 - Boston Bruins

### Mistrzostwo konferencji Wales po sezonie zasadniczym
- 1974–1975 - Buffalo Sabres
- 1975–1976 - Montreal Canadiens
- 1976–1977 - Montreal Canadiens
- 1977–1978 - Montreal Canadiens
- 1978–1979 - Montreal Canadiens
- 1979–1980 - Buffalo Sabres
- 1980–1981 - Montreal Canadiens

### Mistrzostwo konferencji Wales po playoffs
- 1981–1982 - New York Islanders
- 1982–1983 - New York Islanders
- 1983–1984 - New York Islanders
- 1984–1985 - Philadelphia Flyers
- 1985–1986 - Montreal Canadiens
- 1986–1987 - Philadelphia Flyers
- 1987–1988 - Boston Bruins
- 1988–1989 - Montreal Canadiens
- 1989–1990 - Boston Bruins
- 1990–1991 - Pittsburgh Penguins
- 1991–1992 - Pittsburgh Penguins
- 1992–1993 - Montreal Canadiens

### Mistrzostwo konferencji wschodniej po fazie play-off
- 1993–1994 - New York Rangers
- 1994–1995 - New Jersey Devils
- 1995–1996 - Florida Panthers
- 1996–1997 - Philadelphia Flyers
- 1997–1998 - Washington Capitals
- 1998-1999 - Buffalo Sabres
- 1999–2000 - New Jersey Devils
- 2000-2001 - New Jersey Devils
- 2001-2002 - Carolina Hurricanes
- 2002-2003 - New Jersey Devils
- 2003-2004 - Tampa Bay Lightning
- 2004-2005 - nie przyznano z powodu lockoutu
- 2005-2006 - Carolina Hurricanes
- 2006-2007 - Ottawa Senators
- 2007-2008 - Pittsburgh Penguins
- 2008-2009 - Pittsburgh Penguins
- 2009-2010 - Philadelphia Flyers
- 2010-2011 - Boston Bruins
- 2011-2012 - New Jersey Devils
- 2012-2013 - Boston Bruins
- 2013-2014 - New York Rangers
- 2014-2015 - Tampa Bay Lightning
- 2015-2016 - Pittsburgh Penguins
- 2016-2017 - Pittsburgh Penguins
- 2017-2018 - Washington Capitals
- 2018-2019 - Boston Bruins
- 2019-2020 - Tamba Bay Lightning
- 2020-2021 - Tamba Bay Lightning
- 2021-2022 - Tamba Bay Lightning
- 2022-2023 - Florida Panthers
- 2023-2024 - Florida Panthers